# Tatsuki Noda
Tatsuki Noda (japanisch 野田 樹 Noda Tatsuki; * 2. April 1998 in der Präfektur Tokio) ist ein japanischer Fußballspieler.

## Karriere
Noda erlernte das Fußballspielen in der Jugendmannschaft von Vissel Kōbe. Seinen ersten Vertrag unterschrieb er 2017 bei Vissel Kobe. Der Verein spielte in der höchsten Liga des Landes, der J1 League. 2017 wurde er an den FC Imabari ausgeliehen. Für den Verein absolvierte er drei Ligaspiele. 2018 kehrte er zu Vissel Kobe zurück. Im August 2018 wurde er an den Drittligisten Kataller Toyama ausgeliehen. Für den Verein absolvierte er zwei Ligaspiele.